# If 6 Was 9
If 6 Was 9 è un brano musicale del gruppo rock The Jimi Hendrix Experience, inserito nell'album Axis: Bold as Love del 1967.
È stato pubblicato su 45 giri insieme a Stone Free (Polydor NH-539117) nel 1969.
È stato usato nella colonna sonora di Easy Rider ed in quella di Point Break - Punto di rottura.

## Il brano
Il testo della canzone è stato descritto come un "inno individualista". Le parole esprimono in metafora il conflitto della controcultura degli anni sessanta con il "sistema": le dicotomie sociali e culturali tra hippie e "colletti bianchi" conservatori dell'establishment. Iniziando con un potente riff blues, i testi accompagnano una "free-form jam spaziale", con Hendrix a farsi portavoce del movimento giovanile: «I'm the one that's gonna have to die when it's time for me to die/so let me live my life/the way I want to».
Gli scrittori Harry Shapiro e Caesar Glebbeek pensano che le parole del testo, «if the mountains fell into the sea», siano un riferimento al mito della creazione del secondo mondo, narrato nella mitologia Hopi. Il libro Book of the Hopi di Frank Waters (1963) è risaputo che abbia influenzato Hendrix, e molte delle sue canzoni contengono tematiche mitologiche ed immagini relative ai nativi americani; Hendrix stesso era parte dei Cherokee.

## Leggende metropolitane
Nel corso degli anni sono sorte varie leggende metropolitane basate sulla numerologia circa il significato del numero nove nella canzone e la successiva morte accidentale di Hendrix il 18 settembre 1970.

## Cover
- Nel 1976 Todd Rundgren sull'album Faithful.
- Nel 1976 Roy Buchanan sull'album A Street Called Straight.
- Nel 1994, i Beautiful People pubblicarono una versione remix della canzone intitolata If 60's Was 90's sul loro album If 60's Were 90's.[7]
- Nel 1995 Bootsy Collins con il chitarrista Buckethead sull'album Funkcronomicon (versione pubblicata su singolo nel 1996[8]).
- Tori Amos nell'edizione limitata del CD Single Cornflake Girl.[9][10]
- Lenny Kravitz dal vivo durante il Let Love Tour del 1989-1990. Una di queste versioni è stata inclusa nel 2009 nella 20th Anniversary Deluxe Edition del suo album Let Love Rule.
- David Lee Roth sull'album Diamond Dave del 2003.
- I Wolfmother come iTunes edition pre-order dell'album Cosmic Egg del 2009.
- Maria Pia De Vito sull'album Mind The Gap del 2009.
- Left Lane Cruiser e James Leg sull'album Painkillers.[11]